# Juiz do trabalho
O Juiz do Trabalho é o juiz competente para julgar os feitos que tramitam na Justiça do Trabalho.

## No Brasil
Segundo o Art. 111, incisos I, II e III da Constituição Federal, "são órgãos da Justiça do Trabalho: o Tribunal Superior do Trabalho, os Tribunais Regionais do Trabalho e os Juízes do Trabalho", respectivamente.
Os Juízes do Trabalho exercem jurisdição nas varas do trabalho como juiz singular, conforme os ditames do art. 116 da Constituição Federal (redação determinada pela emenda constitucional n. 24/1999, a qual extinguiu as juntas de conciliação e julgamento e a representação de juízes classistas ou "vogais").
O Juiz do Trabalho não é Juiz Federal, mas sim magistrado do Poder Judiciário da União, assim como um Agente do Poder Judiciário Federal, não é Agente Federal, cujo órgão de exercício é a Polícia Federal. Juiz Federal é o juiz da justiça comum da União, assim como o Juiz de Direito é o juiz da justiça comum estadual ou distrital. O fato de termos Justiças Especializadas, e tais justiças, exceto a Justiça Militar, serem de organização exclusiva da União, não pode modificar por status o nome iuris do cargo: o de Juiz do Trabalho; de Juiz Eleitoral; de Juiz-Auditor da Justiça Militar da União, de Juiz-Auditor dos Tribunais de Justiça Militar dos Estados ou de Juiz de Direito investido na função da Juiz-Auditor, onde não existe Tribunal de Justiça Militar Estadual; de Juiz Federal e de Juiz de Direito. Observe na Constituição da República Federativa do Brasil de 1988, na parte de organização do Poder Judiciário, a competência de todos os órgãos deste Poder de Estado.
Com a vinda ao Brasil, da Família Real em 1808, chegaram também alguns magistrados, e a partir de então, criaram a Casa de Suplicação e os recursos passaram a ser remetidos para esta Corte.
A distinção entre juízes federais e estaduais ou distritais, é meramente em razão da competência. Não há se dizer em "hierarquia" entre estas carreiras, as quais são distintas.
O ingresso na carreira de Juiz do Trabalho se dá por concurso público de provas e títulos, no cargo de Juiz do Trabalho Substituto, realizado por cada Tribunal Regional do Trabalho, na forma da Lei (art. 93, I da CF), ou por concurso nacional unificado, organizado pelo Conselho Superior da Justiça do Trabalho.
As promoções são para o cargo de Juiz Titular de Vara do Trabalho e, posteriormente, para o cargo de Juiz do Tribunal Regional do Trabalho (comumente designado, nos regimentos internos dos tribunais e na prática forense, como Desembargador do Trabalho, embora a Constituição Federal não utilize essa exata expressão), pelos critérios de merecimento e antiguidade, sendo 1/5 das vagas de membros da 2ª Instância Trabalhista reservadas à membros da classe da Advocacia e do Ministério Público do Trabalho, com mais de 10 anos de efetiva atividade, na forma da lei (art. 115, I da CF).
O acesso ao cargo de Ministro do Tribunal Superior do Trabalho dá-se através Nomeação. É elaborada lista sêxtupla enviada pelos Tribunais Regionais do Trabalho que é remetida ao TST, o qual a transforma em lista tríplice, enviado-a, posteriormente, ao Presidente da República. Uma vez nomeado, o ministro passa por sabatina no Senado Federal, e, sendo este aprovado, passa a atuar como Ministro do Tribunal Superior do Trabalho, instância máxima da Justiça Trabalhista, que tem sua sede em Brasília. A nomeação para o TST não trata-se mais de promoção, sendo o cargo de Juiz de Tribunal Regional do Trabalho (Desembargador do Trabalho) o topo da carreira trabalhista através de promoção.